# يانا إيغوريان
يانا كارابيفوفنا إيغوريان ((الروسية: Яна Карапетовна Егорян) (مواليد 20 كانون الأول \ديسمبر 1993) لاعبة مبارزة بالسيف، روسيّة من أصل أرمني. في الألعاب الأولمبية الصيفية للشباب 2010 والتي أقيمت في سنغافورة، فازت بميداليتين ذهبيتين لتكون أول مبارِزّة روسية تحقق هذا الإنجاز.
ولدت يانا إيغوريان في 20 كانون الأول (ديسمبر) عام 1993 في يريفان. عندما كانت في السادسة من عمرها، انتقلت إلى خيمكي في موسكو، حيث بدأت بممارسة رياضة المبارزة تحت إشراف سيرجي سيمين. ثم بدأت بتدريبها يلينا جيمايفيا. اختارت السيف كتخصص

## الإنجازات
فازت يانا بميداليتين فضيّتين في بطولة الطلاب العكسريين الأوروبية عامي 2009 و2010 وحلّت في المركز الخامس في بطولة العالم العسكرية التي أقيمت في باكو عام 2010.
في 8 آب (أغسطس)، حازت يانا الميدالية الذهبية في مبارزة السيف في منافسات الألعاب الأولمبية الصيفية 2016 المقامة في ريو دي جانيرو.

## روابط خارجية
- يانا إيغوريان على موقع الاتحاد الدولي للمبارزة (الإنجليزية)
- يانا إيغوريان على موقع الاتحاد الأوروبي للمبارزة (الإنجليزية)
- يانا إيغوريان على موقع الاتحاد الروسي للمبارزة (الروسية)
- يانا إيغوريان على موقع اللجنة الأولمبية الدولية (الإنجليزية)
- يانا إيغوريان على موقع أوليمبيديا (الإنجليزية)